# Manuel Serafín Pichardo
Manuel Serafín Pichardo y Peralta (c. 1863-1937) fue un poeta, periodista y diplomático cubano.

## Biografía
Natural de Santa Clara, donde habría nacido en la década de 1860, fue gacetillero de El Radical de La Habana (1887) director de El Fígaro de la misma ciudad (1891) y redactor literario de otros periódicos en los que usó el seudónimo de «El Conde Fabián». En 1902 gestionaba la creación en Cuba de una academia correspondiente de la Española de la Lengua.
Falleció en Madrid el 13 de marzo de 1937 en circunstancias no aclaradas, cuando trabajaba en la Embajada de Cuba en España. Durante la guerra civil, el bando franquista acusó del asesinato al bando republicano, que por medio del general Miaja alegó que la supuesta muerte era un bulo.